# لوحة ذكية

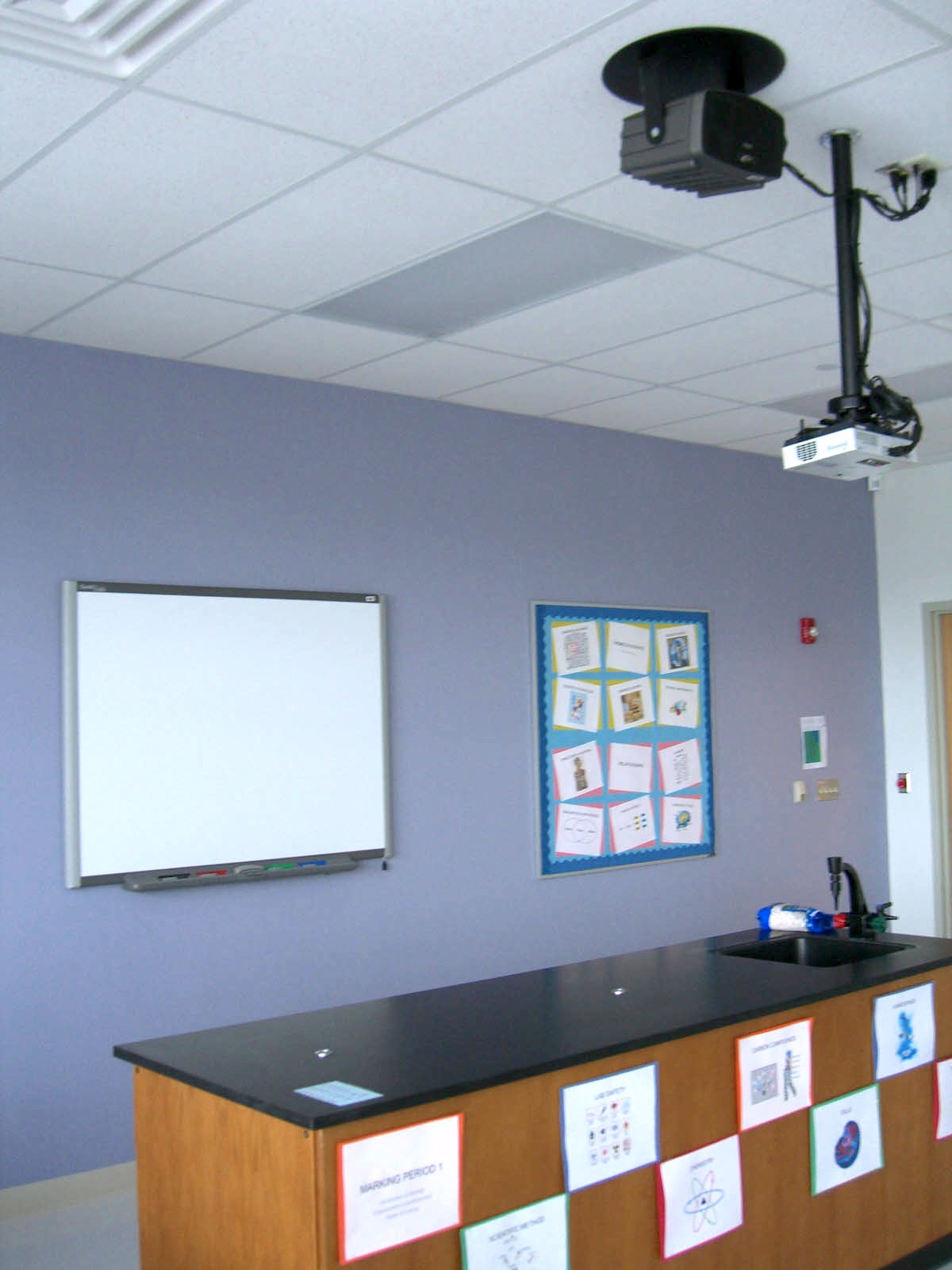
اللوحة الذكية

اللوحة الذكية أو السبورة الذكية أو السبورة التفاعلية هي لوحة تفاعلية متعددة الاستخدامات مثل اللمس الكشف عن إدخال المستخدم والنقر بالماوس الأيمن في نفس الطريقة العادية إدخال أجهزة كمبيوتر، مثل الفأرة أو لوحة المفاتيح، الكشف عن الإدخال. طريقة استاخدامها بواسطة بروجيكتور يستخدم لعرض إخراج الفيديو من جهاز كمبيوتر على اللوح الأبيض التفاعلي، الذي ثم يعمل بشاشة لمس كبيرة. سمارت المجلس يأتي عادة مع أربعة أقلام رقمية، التي تستخدم الحبر الرقمي واستبدال علامات لوحة السبورة التقليدية. معظم اللوح الذكية بيضاء تتفاعل من لمسة واحدة فقط في المرة الواحدة ومع ذلك، ففي حزيران/يونيه 2009، تم إدخال «التكنولوجيات الذكية» في عدد من مقرات العمل بالولايات المتتحدة الأمريكية.
الوحة التفاعلية «اللوحة الذكية» يعمل كجزء من نظام يحتوي على لوحة السبورة التفاعلية وجهاز كمبيوتر، جهاز الإسقاط وبرنامج الصعود أبيض يسمى «دفتر الملاحظات الذكية» التعلم البرنامج التعاوني. المكونات المتصلة لاسلكياً، عبر USB أو كبلات التسلسلي. جهاز عرض متصل إلى الكمبيوتر يعرض صورة سطح مكتب الكمبيوتر على لوحة السبورة التفاعلية. لوحة السبورة التفاعلية تقبل الإدخال باللمس من إصبع أو القلم أو كائن آخر الصلبة. يتم تفسير كل اتصال مع لوحة السبورة التفاعلية «سمارت المجلس» الأيسر من الفأرة. كما توفر اللوحة الذكية التفاعلية عرض لوحة مسطحة إسقاط الجبهة والأسطح التفاعلية التي تناسب على البلازما أو لوحات العرض LCD .
هناك شركات عالميه كبيرة وكثيره تعمل الآن في مجال تصنيع السبورات التفاعليه منها على سيبل المثال:
باناسونيك
هيتاشي
أي كيو
ميتسوبيشي
كال
سمارت
بروميسيان
وتعد اجودهم في الخامات والتصنيع، ماركة باناسونيك والتي يتم إنتاجها بدقة عاليه وبإمكانيات متجدده، هناك موديل UBT-880 ويعد الاعلى تقنيا في العالم.
تعد الشركة المصرية لمهمات المكاتب في جمهورية مصر العربية من أكبر الشركات التي تقوم ببيع تلك النوع من السبورات التفاعليه في القطر المصري.